# Otto Ramel (1872–1961)

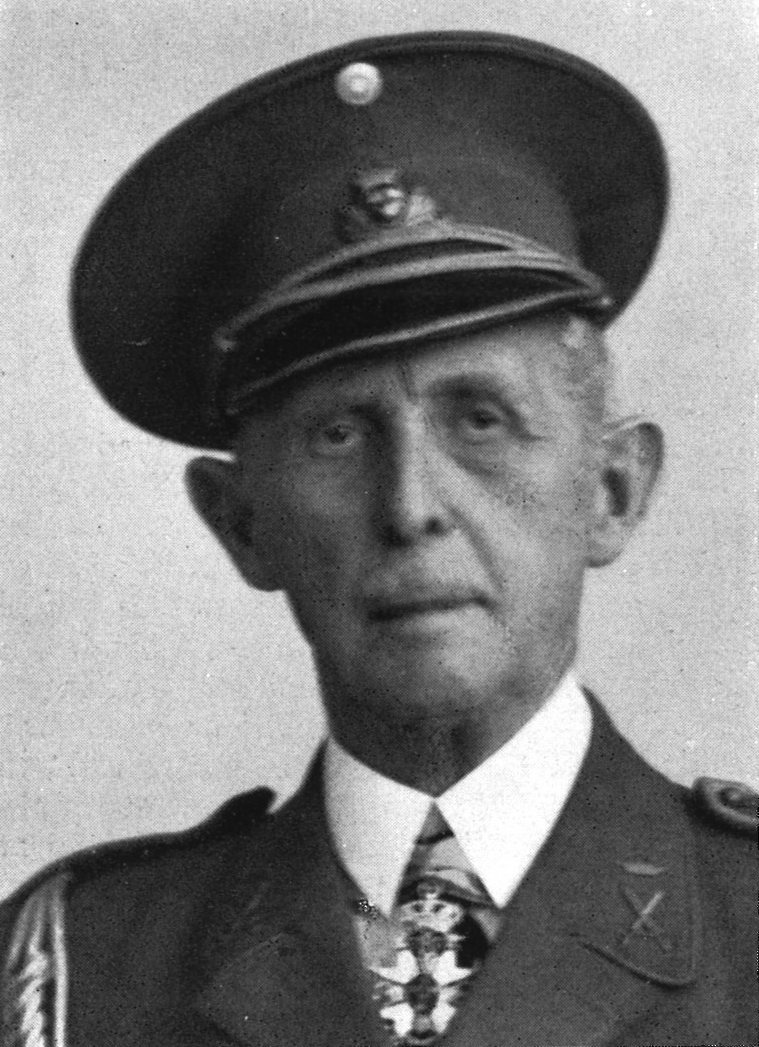
Otto Ramel.

Otto Malte Fredrik Ramel, född den 18 augusti 1872 på Övedskloster i Öveds församling, Malmöhus län, död den 1 juli 1961 i Helsingborg, var en svensk friherre och militär. Han var son till Otto Ramel och måg till Conrad von Rosen.
Ramel blev underlöjtnant vid Skånska husarregementet 1896, löjtnant där 1901 och ryttmästare 1911. Han var adjutant hos inspektören för kavalleriet 1905–1908, regementskvartermästare 1909–1913 och skvadronschef 1913–1918. Ramel befordrades till major i armén 1918, var major vid Norrlands dragonregemente 1918–1921, överstelöjtnant och bataljonschef vid Skånska husarregementet 1921–1924 samt överste och chef för regementet 1924–1927. Han blev överste på övergångsstat vid Södra arméfördelningen 1928 och var överste i Södra arméfördelningens reserv 1932–1952. Ramel blev adjutant hos kungen 1915 och överadjutant 1924. Han blev riddare av Svärdsorden 1917, kommendör av andra klassen av samma orden 1927 och kommendör av första klassen 1932.